# Rue de la Calandre
Rue de la Calandre var en gata på Île de la Cité i Quartier de la Cité i Paris. Enligt en teori var gatan uppkallad efter en av förfäderna till en viss Jean de la Kalendre, vilken omnämns i ett dokument från år 1343. En annan teori gör gällande att calandre åsyftar en kalander, det vill säga en maskin med valsar för glättning av tyger. Rue de la Calandre började vid Rue de la Juiverie och Rue du Marché-Palu och slutade vid Rue de la Barillerie. 
Poeten Guillot av Paris omnämner i Le Dit des rues de Paris gatan med namnet "Rue de Kalendre".
Gatan revs i början av 1860-talet för att ge plats åt Paris polisprefektur (Préfecture de Police de Paris).

## Bilder
| - Paris polisprefektur. - Kyrkan Saint-Éloi. |

## Omgivningar
- Notre-Dame
- Sainte-Chapelle
- Saint-Éloi
- Saint-Germain-le-Vieux
- Saint-Michel-du-Palais

### Webbkällor
- ”L’ancien quartier du centre de l’île de la Cité”. Histoires de Paris. 19 november 2017. https://www.histoires-de-paris.fr/ancien-quartier-centre-ile-cite/. Läst 1 april 2022.